# Понте дел Траве (Анкона)
Понте дел Траве (итал. Ponte del Trave) насеље је у Италији у округу Анкона, региону Марке.
Према процени из 2011. у насељу је живело 77 становника. Насеље се налази на надморској висини од 56 м.